# Luotokallio
Luotokallio är en ö i Finland. Den ligger i sjön Haapajärvi och i kommunen Villmanstrand i den ekonomiska regionen  Villmanstrands ekonomiska region  och landskapet Södra Karelen, i den södra delen av landet, 200 km öster om huvudstaden Helsingfors. Öns största längd är 10 meter i nord-sydlig riktning.